# Barebone

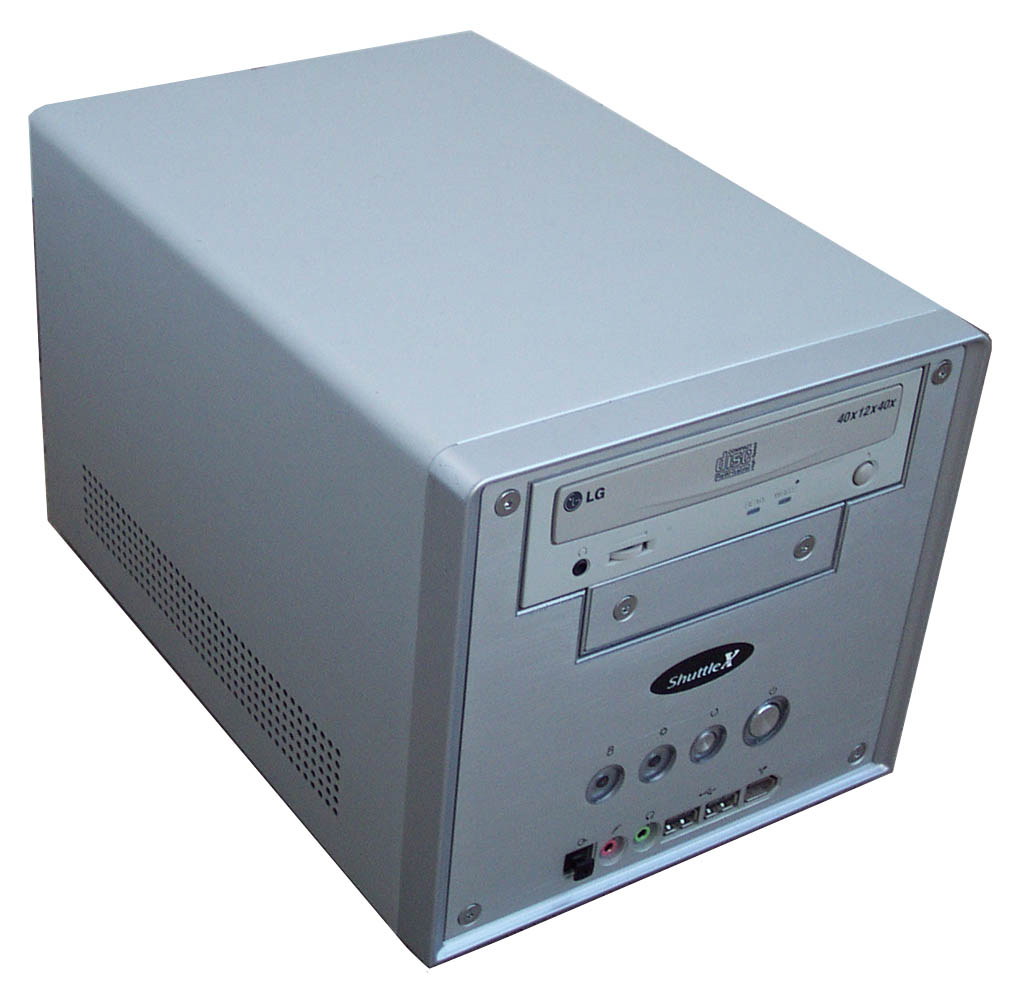
Shuttle SN41G2 (computadora con carcasa tipo barebón).

Un barebón (del inglés barebone, traducido como armazón) es un tipo de caja de computadora de dimensiones reducidas y con un diseño específico (no confundir con computadoras portátiles).
Este tipo de ordenadores suele venir con lo esencial para esas dimensiones (Caja, placa base, fuente de alimentación,), ya que se busca tener lo indispensable y a buen precio.
Muchos fabricantes además ofrecen estas cajas totalmente configuradas, en diferentes modelos en cuanto a procesador, cantidad de memoria RAM y memorias secundarias
Los factores de forma de dimensiones reducidas han cobrado protagonismo en la construcción de barebones, ya que se suele optar por incluir placas base de tamaño mini-ITX o fuentes de alimentación tipo SFX.
- Datos: Q741633
- Multimedia: Barebones / Q741633